# Bresilley
Bresilley est une commune française située dans le département de la Haute-Saône, la région culturelle et historique de Franche-Comté et la région administrative Bourgogne-Franche-Comté.

## Géographie
Bresilley est avec Malans sa voisine la commune la plus dans le sud du département de la Haute-Saône.

### Hydrographie

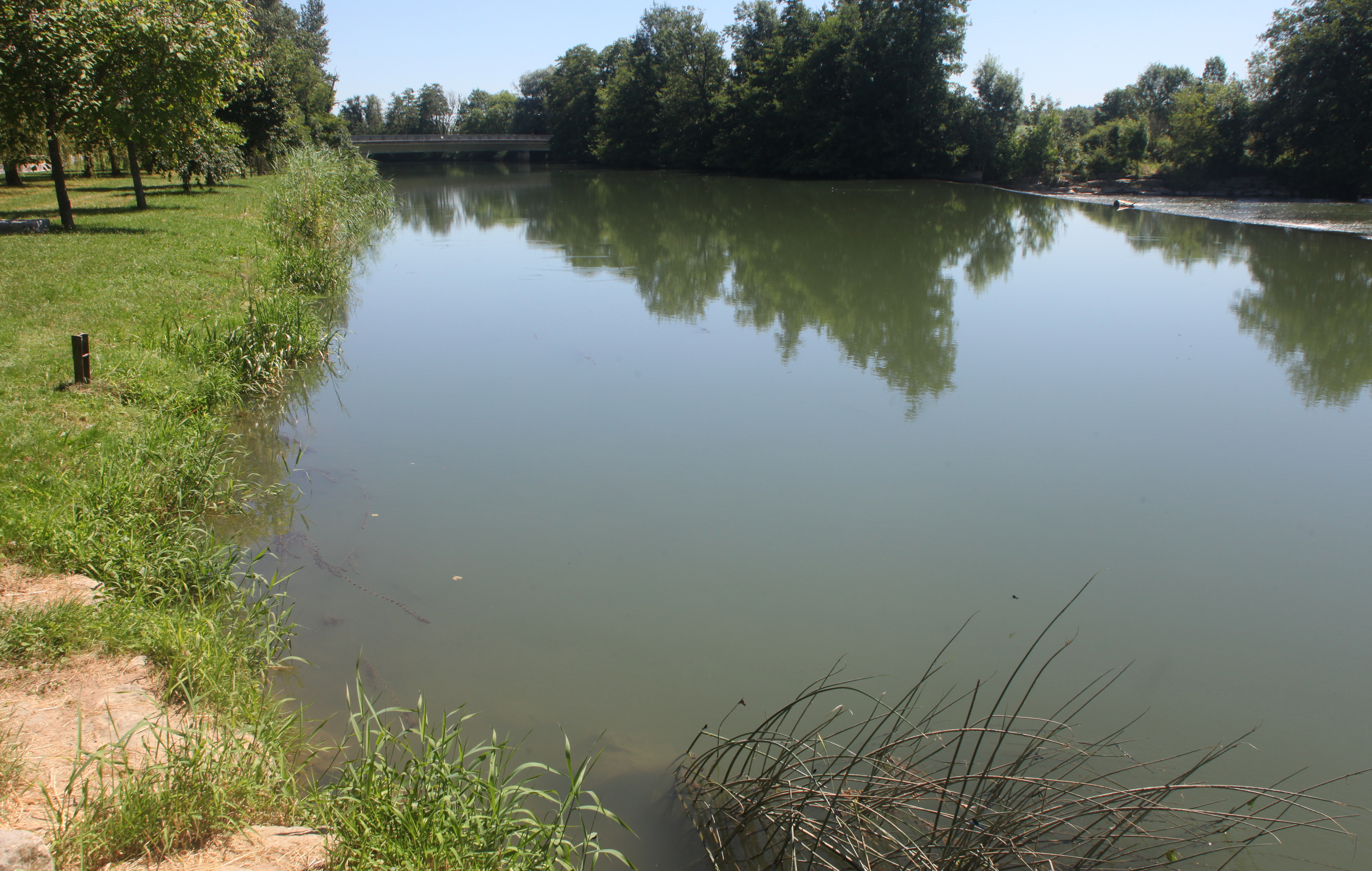
L'Ognon à Bresilley.

La commune se trouve sur la rive droite de la rivière Ognon

### Climat
Pour des articles plus généraux, voir Climat de la Bourgogne-Franche-Comté et Climat de la Haute-Saône.
En 2010, le climat de la commune est de type climat océanique dégradé des plaines du Centre et du Nord, selon une étude du Centre national de la recherche scientifique s'appuyant sur une série de données couvrant la période 1971-2000. En 2020, Météo-France publie une typologie des climats de la France métropolitaine dans laquelle la commune est exposée à un climat semi-continental et est dans une zone de transition entre les régions climatiques « Lorraine, plateau de Langres, Morvan » et « Jura ».
Pour la période 1971-2000, la température annuelle moyenne est de 10,5 °C, avec une amplitude thermique annuelle de 17,9 °C. Le cumul annuel moyen de précipitations est de 952 mm, avec 12,3 jours de précipitations en janvier et 8,7 jours en juillet. Pour la période 1991-2020, la température moyenne annuelle observée sur la station météorologique de Météo-France la plus proche, « Cugney », sur la commune de Cugney à 13 km à vol d'oiseau, est de 11,2 °C et le cumul annuel moyen de précipitations est de 958,2 mm. 
La température maximale relevée sur cette station est de 40 °C, atteinte le 31 juillet 2020 ; la température minimale est de −17 °C, atteinte le 20 décembre 2009,,.
Les paramètres climatiques de la commune ont été estimés pour le milieu du siècle (2041-2070) selon différents scénarios d'émission de gaz à effet de serre à partir des nouvelles projections climatiques de référence DRIAS-2020. Ils sont consultables sur un site dédié publié par Météo-France en novembre 2022.

## Urbanisme

### Typologie
Au 1er janvier 2024, Bresilley est catégorisée commune rurale à habitat dispersé, selon la nouvelle grille communale de densité à sept niveaux définie par l'Insee en 2022.
Elle est située hors unité urbaine. Par ailleurs la commune fait partie de l'aire d'attraction de Besançon, dont elle est une commune de la couronne,. Cette aire, qui regroupe 310 communes, est catégorisée dans les aires de 200 000 à moins de 700 000 habitants,.

### Occupation des sols
L'occupation des sols de la commune, telle qu'elle ressort de la base de données européenne d’occupation biophysique des sols Corine Land Cover (CLC), est marquée par l'importance des territoires agricoles (85,7 % en 2018), une proportion identique à celle de 1990 (85,7 %). La répartition détaillée en 2018 est la suivante :
prairies (41,1 %), terres arables (31,8 %), forêts (14,3 %), zones agricoles hétérogènes (12,8 %). L'évolution de l’occupation des sols de la commune et de ses infrastructures peut être observée sur les différentes représentations cartographiques du territoire : la carte de Cassini (XVIIIe siècle), la carte d'état-major (1820-1866) et les cartes ou photos aériennes de l'IGN pour la période actuelle (1950 à aujourd'hui).

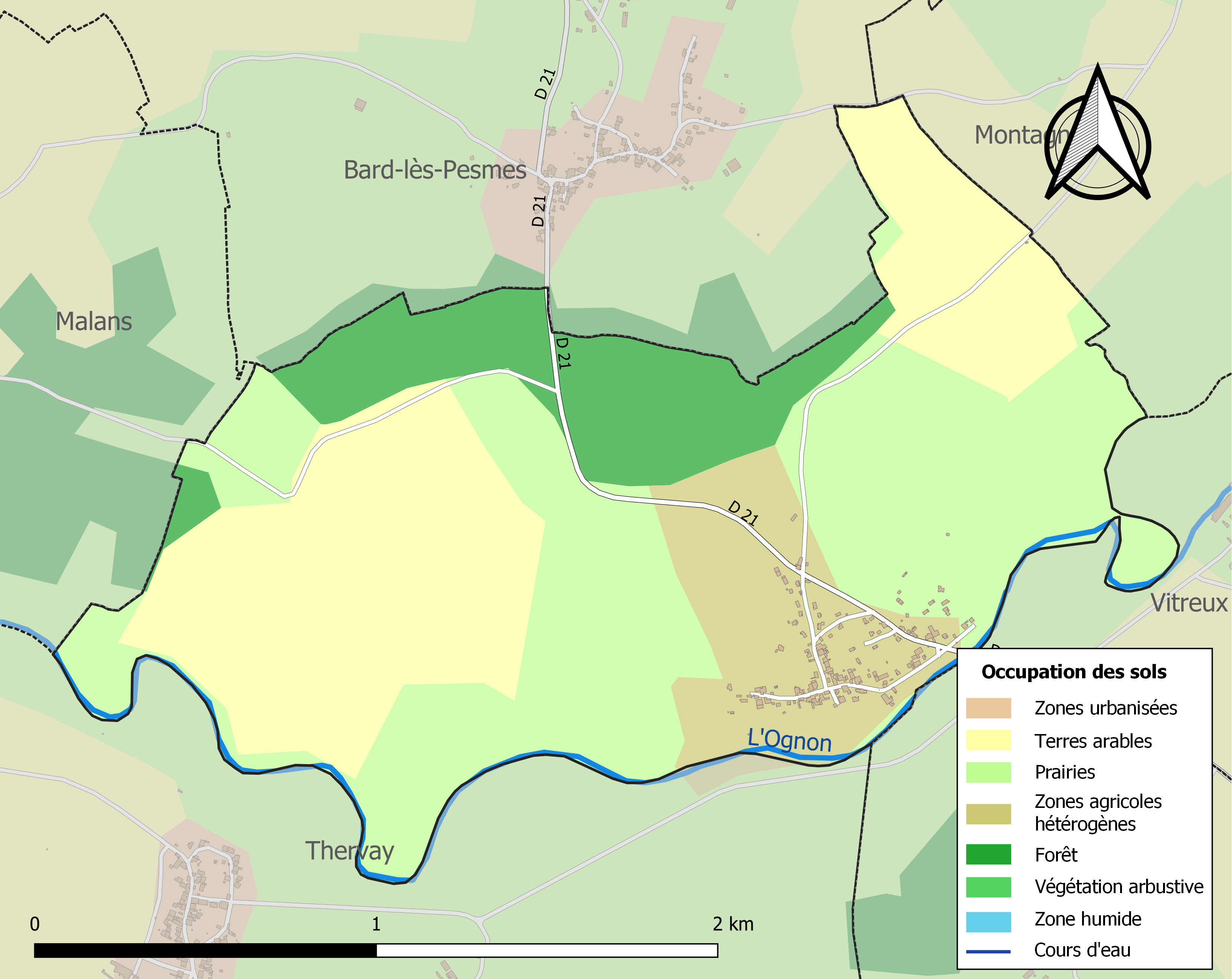
Carte des infrastructures et de l'occupation des sols de la commune en 2018 (CLC).

## Histoire
L'histoire de Bresilley se confond avec celle de l'Abbaye cistercienne d'Acey dont elle dépendait.
L'église date de la fin du XVIIIe siècle

## Politique et administration

### Rattachements administratifs et électoraux
La commune fait partie de l'arrondissement de Vesoul du département de la Haute-Saône, en région Bourgogne-Franche-Comté. Pour l'élection des députés, elle dépend de la première circonscription de la Haute-Saône.
Elle faisait partie depuis 1793 du canton de Pesmes. Dans le cadre du redécoupage cantonal de 2014 en France, la commune est désormais rattachée au canton de Marnay.

### Intercommunalité
La commune faisait partie de la petite communauté de communes du val de Pesmes, créée par un arrêté préfectoral du 12 décembre 2002, et qui prenait la suite du Syndicat intercommunal de développement et d’aménagement du canton de Pesmes.
Dans le cadre des dispositions de la loi portant nouvelle organisation territoriale de la République (Loi NOTRe) du 7 août 2015, qui prévoit que les établissements publics de coopération intercommunale (EPCI) à fiscalité propre doivent avoir un minimum de 15 000 habitants (et 5 000 habitants en zone de montagnes), le préfet de la Haute-Saône a présenté en octobre 2015 un projet de révision du schéma départemental de coopération intercommunale (SDCI) qui prévoit notamment la scission de cette communauté de communes et le rattachement de certaines de ses communes à la communauté de communes du Val marnaysien et les autres communes à celle du Val de Gray,.
Malgré l'opposition du Val de Pesmes, le SDCI définitif, approuvé par le préfet le 30 mars 2016, a prévu l'extension :
- du Val Marnaysien aux communes de Bard-lès-Pesmes, Berthelange, Bresilley, Chancey, Chaumercenne, Courcelles-Ferrières, Corcondray, Etrabonne, Ferrières-les-Bois, Malans, Mercey-le-Grand, Montagney, Motey-Besuche, Villers-Buzon, portant le nouvel ensemble à 13 784 habitants, selon le recensement de 2013 ;
- Val de Gray aux communes d'Arsans, Broye-Aubigney-Montseugny, Chevigney, La Grande-Résie, La Résie-Saint-Martin, Lieucourt, Pesmes, Sauvigney-lès-Permes, Vadans, Valay et Venère, portant le nouvel ensemble à 20 807 habitants[19].

C'est ainsi que la commune est désormais membre depuis le  1er janvier 2017 de la communauté de communes du Val Marnaysien.

### Politique locale
Les communes de Bresilley et Bard-lès-Pesmes envisagaient de fusionner le 1er janvier 2017 pour former une commune nouvelle.

### Liste des maires
| Période                                  | Période      | Identité           | Étiquette | Qualité                        |
| ---------------------------------------- | ------------ | ------------------ | --------- | ------------------------------ |
| Les données manquantes sont à compléter. |              |                    |           |                                |
| mars 1959                                | mars 1965    | Marius Bouhand     |           |                                |
| Les données manquantes sont à compléter. |              |                    |           |                                |
| mars 1977                                | octobre 2004 | Jean-Marie Bouhand |           |                                |
| novembre 2004                            | juin 2020    | Gabriel Paulin     |           | Réélu pour le mandat 2014-2020 |
| juin 2020                                | En cours     | Didier Jacquot     |           |                                |

### Politique environnementale
La commune a remplacé en 2016 sa station d'épuration des eaux usées, construite au milieu des années 1960, nuisante et qui n'était plus aux normes,.

## Démographie
L'évolution du nombre d'habitants est connue à travers les recensements de la population effectués dans la commune depuis 1793. Pour les communes de moins de 10 000 habitants, une enquête de recensement portant sur toute la population est réalisée tous les cinq ans, les populations de référence des années intermédiaires étant quant à elles estimées par interpolation ou extrapolation. Pour la commune, le premier recensement exhaustif entrant dans le cadre du nouveau dispositif a été réalisé en 2004.

En 2022, la commune comptait 180 habitants, en évolution de −9,55 % par rapport à 2016 (Haute-Saône : −1,4 %, France hors Mayotte : +2,11 %).
| 1793 | 1800 | 1806 | 1821 | 1831 | 1836 | 1841 | 1846 | 1851 |
| ---- | ---- | ---- | ---- | ---- | ---- | ---- | ---- | ---- |
| 166  | 185  | 202  | 214  | 222  | 227  | 245  | 235  | 243  |

| 1856 | 1861 | 1866 | 1872 | 1876 | 1881 | 1886 | 1891 | 1896 |
| ---- | ---- | ---- | ---- | ---- | ---- | ---- | ---- | ---- |
| 210  | 210  | 228  | 189  | 192  | 188  | 193  | 206  | 182  |

| 1901 | 1906 | 1911 | 1921 | 1926 | 1931 | 1936 | 1946 | 1954 |
| ---- | ---- | ---- | ---- | ---- | ---- | ---- | ---- | ---- |
| 186  | 186  | 173  | 156  | 159  | 120  | 111  | 126  | 131  |

| 1962 | 1968 | 1975 | 1982 | 1990 | 1999 | 2004 | 2006 | 2009 |
| ---- | ---- | ---- | ---- | ---- | ---- | ---- | ---- | ---- |
| 110  | 108  | 100  | 89   | 100  | 125  | 148  | 154  | 172  |

| 2014 | 2019 | 2022 | - | - | - | - | - | - |
| ---- | ---- | ---- | - | - | - | - | - | - |
| 191  | 177  | 180  | - | - | - | - | - | - |

## Culture locale et patrimoine

### Lieux et monuments
- Vieux chêne au tronc de 8 m de circonférence, qui, selon plusieurs sources, aurait été planté en 1640, le long de la RD12, dans le but de délimiter le territoire de l'abbaye d'Acey voisine. Quatre chênes auraient alors été plantés, seul celui situé sur la commune de Bresilley demeure.

Selon la légende, le roi Louis XI se serait reposé au pied de cet arbre entre 1470 et 1475, il aurait donc, selon la légende seulement, plus de 500 ans.
Ce chêne fait l'objet d'une procession pour l'Assomption. Selon la tradition on y dépose une statuette de la Vierge, qui finit par être engloutie par la croissance de l'arbre. Huit Vierges ont été englouties par la croissance du chêne, l'actuelle est encore partiellement visible.
- Église Saint-Léger, construite en 1787 et 1791 sur les plans de l'architecte Anatole Amoudru[29].
- Maisons et fermes anciennes, des XVIIIe  au  XIXe siècle[30],[31],[32],[33],[34].
- Mairie, du milieu du XIXe siècle[35].
- Croix de chemin du XIXe siècle[36].
- Moulin à eau, du début du XIXe siècle[37].
- Fontaine-lavoir à ciel ouvert

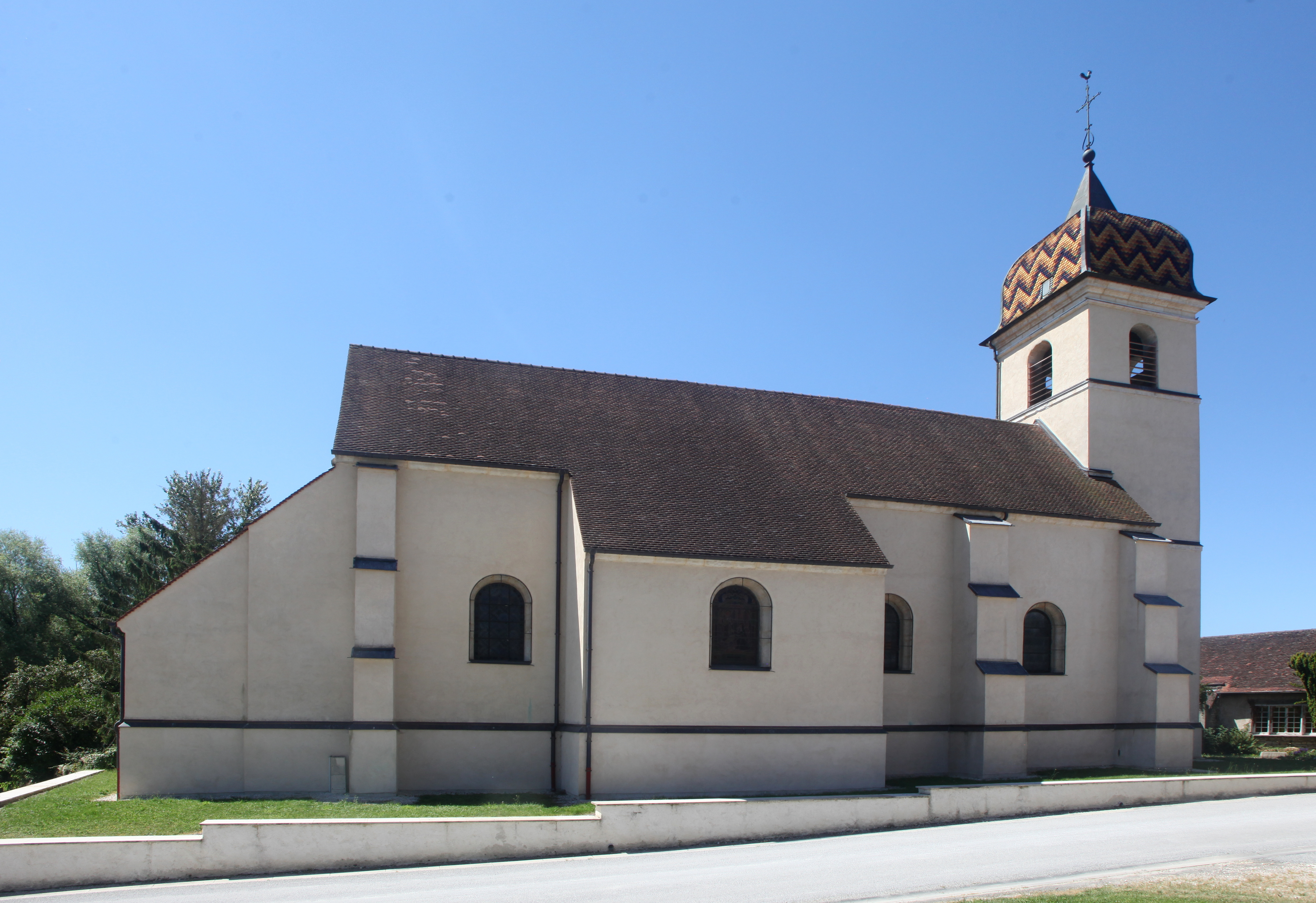
Église Saint-Léger.
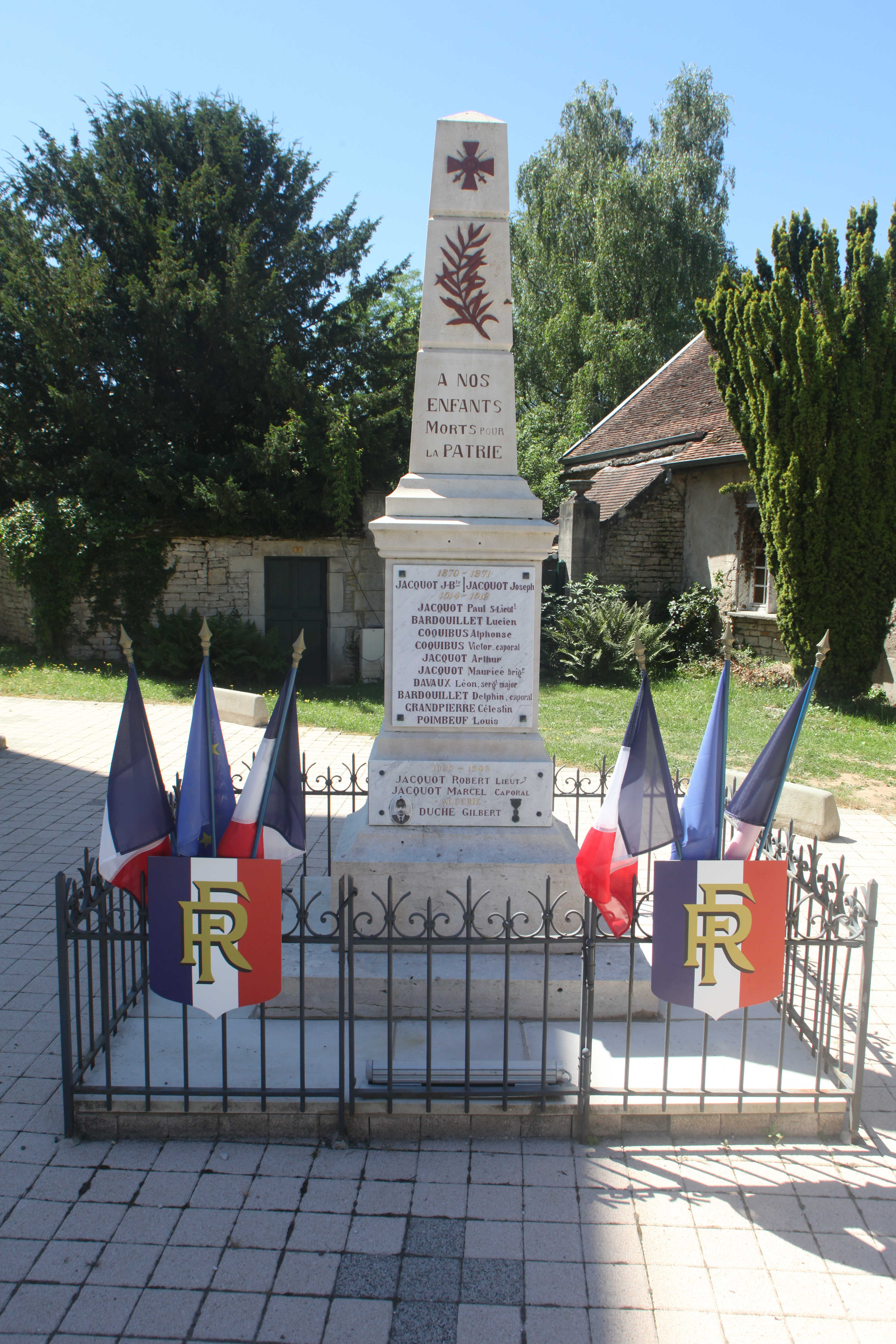
Monument aux morts.
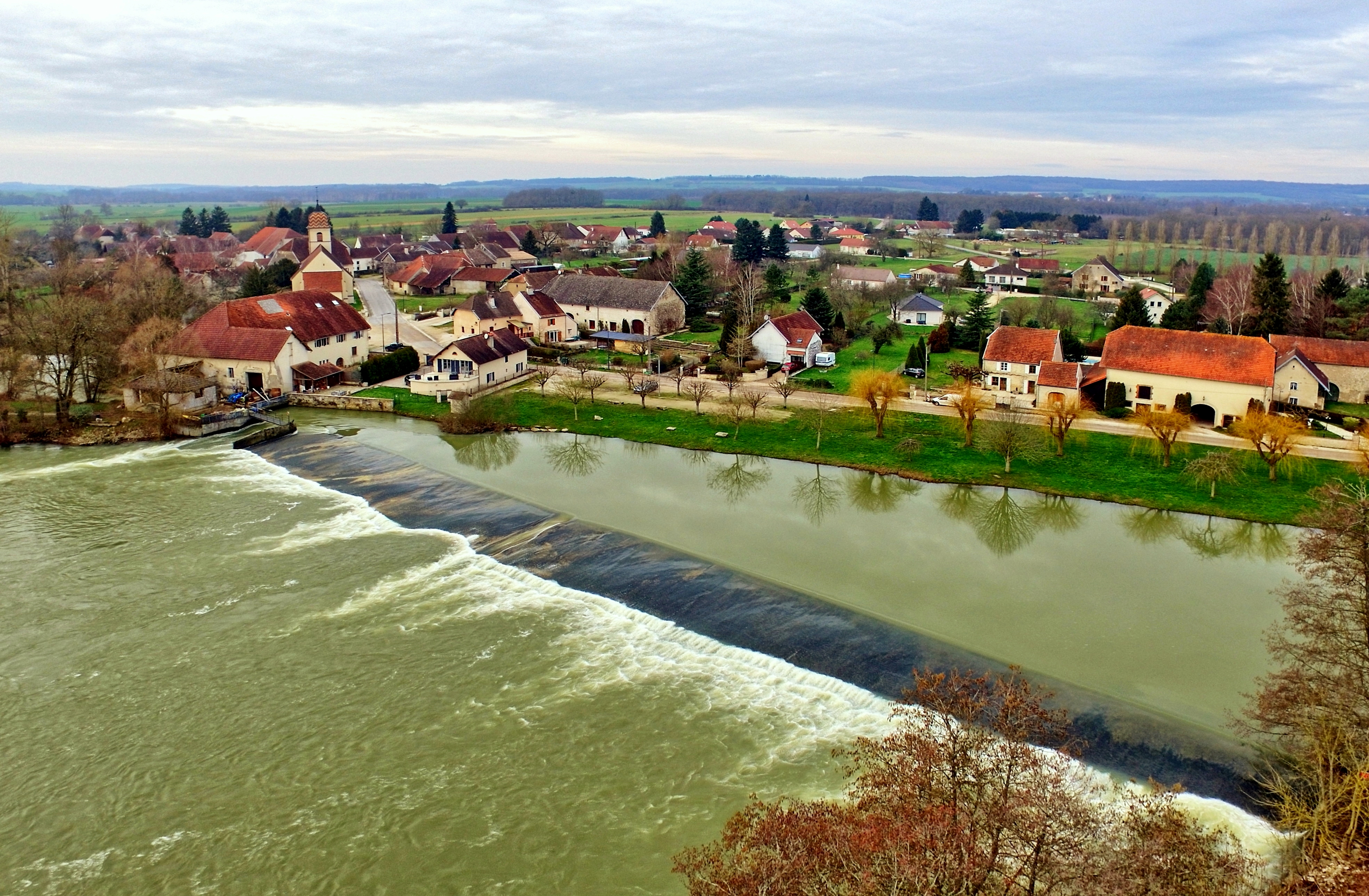
Moulin et son barrage sur l'Ognon.
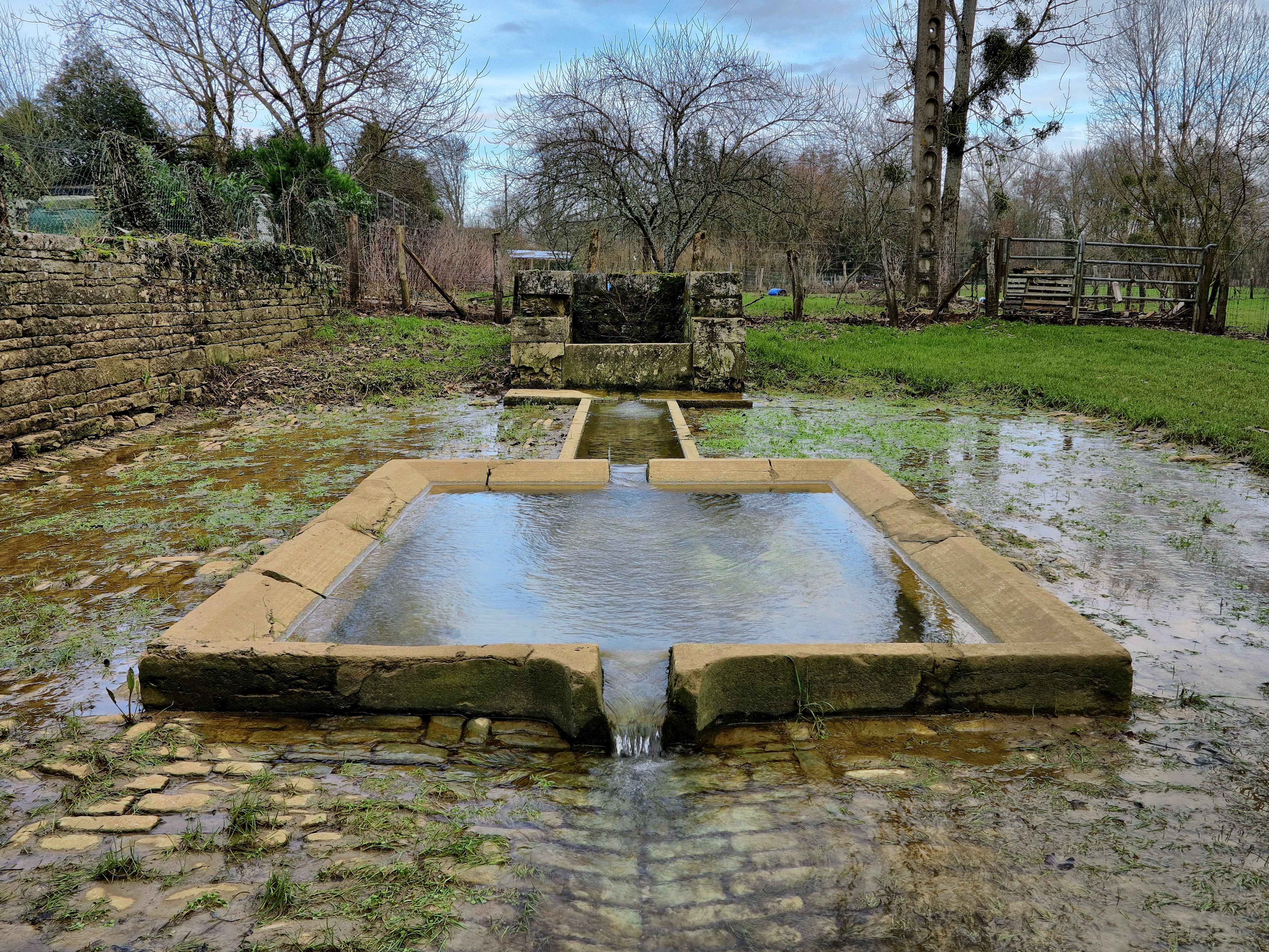
Fontaine-lavoir.

### Héraldique
|  | Les armes de la commune se blasonnent ainsi : Tranché au 1) d’argent à la croix pattée alésée de gueules, au 2) d’azur plain. |